# Безопасность (фильм)
«Безопа́сность» («Спасение», англ. Safe, также [Safe]) — драма Тодда Хейнса об Америке 1980-х, аллегорическое высказывание на тему эпидемии СПИДа. Второй полнометражный фильм режиссёра, закрепивший за ним репутацию одного из самых глубоких и оригинальных американских постановщиков. В центре сюжета ленты оказывается странное заболевание домохозяйки Кэрол Уайт, ставшей жертвой «аллергии на XX век». Эта работа — первая главная кинороль в карьере актрисы Джулианны Мур.

## Сюжет
Кэрол Уайт, благополучная домохозяйка, живущая с мужем в долине Сан-Фернандо, начинает испытывать странное недомогание. Сперва она списывает его на стресс, но постепенно её самочувствие ухудшается. Врачи оказываются бессильны ей помочь, а в Кэрол растёт убеждение, что причина её недуга кроется в состоянии окружающей среды, и что она страдает от «аллергии к двадцатому веку». Героиня ищет спасение в нью-эйджевском лагере, но тщетно. В финале фильма на экране лишь бледная тень прежней Кэрол.

## В ролях
- Джулианна Мур — Кэрол Уайт
- Ксандер Беркли — Грег Уайт
- Питер Фридман — Питер Даннинг
- Сьюзан Норман — Линда
- Джеймс Легро — Крис
- Дин Норрис  — инициатор[уточнить]
- Бет Грант — Бэкки
- Джессика Харпер — Джойс
- Мэри Карвер — Нелл

## Премьера и прокат
Премьера «Безопасности» состоялась в январе 1995 года в рамках кинофестиваля «Сандэнс», в мае фильм был включён в неофициальную программу «Двухнедельник режиссёров» Каннского кинофестиваля. На американские экраны «Безопасность» вышла 23 июня 1995 года и заработала около 500 тысяч долларов. Дистрибуцией занималась компания Sony Pictures Classics, артхаусное подразделение студии Sony Pictures Entertainment. По мнению продюсера Кристин Ванчон, скромный финансовый результат объясняется изменениями на кинорынке США, который стал ориентироваться на извлечение быстрой прибыли, и фильму Хейнса, рассчитанному на долгий прокат, «чтобы его обсуждали на вечеринках, и одни зрители тянули за собой других», банально «не хватило времени».

## Критика
Киновед Роб Эдельман указывает, что «Безопасность» Хейнса — подчёркнуто немейнстримное кино: режиссёр не дарит своей героине хэппи-энда и не даёт зрителям «лёгких ответов», проясняющих её состояние, которое служит метафорой «суровой реальности СПИДа». Тодд Хейнс пугает публику, но при этом, пишет Эдельман, обходится без «упырей и потоков крови», «политизирует» сюжет, но избегает явных политических аллюзий. Запоминающаяся зловещая образность фильма рождается, среди прочего, из необычной манеры съёмок, считает культуролог Тимотеус Вермёлен. Хейнс использует неожиданные проезды камеры, фиксирующие «расползающееся перегруженное пространство», а также долгие статичные планы экстерьеров и интерьеров, на фоне которых героиня выглядит «потерянной и отчуждённой». Актёрская игра намеренно безлична, на экране преобладают бледные пастельные тона. Всё это способствует тому, заключает Вермёлен, что «Безопасность» воспринимается как «чувственный опыт», как атмосферное, а не хроникальное кино.
Необычность режиссёрской подачи узнаваемых персонажей и мест отмечает и киновед Джонатан Розенбаум, однако, продолжает он, Хейнс, действуя методом остранения, чересчур увлекается, так что итоговое послание киноленты, похоже, ускользает не только от её зрителей, но и от её автора. Пытаясь расшифровать посыл «Безопасности», Розенбаум отметает буквальное прочтение. Проблематика фильма, уверен критик, лежит не в медицинской плоскости, болезнь тут служит не предметом рассмотрения, а лишь драматургической основой. Подлинный предмет «Безопасности», пишет Розенбаум, есть «ненависть Хейнса к тому, что он демонстрирует на протяжении большей части фильма». Режиссёр атакует привилегированный потребительский класс, к которому принадлежат герои его картины. Розенбаум, в частности, ссылается на интервью, где Тодд Хейнс заявляет, что «Безопасность» «стоит на стороне болезни, а не лекарства», поскольку «именно болезнь открывает Кэрол глаза», заставляя отказаться от прежней жизни.

## Награды и номинации
Фильм принял участие в нескольких международных киносмотрах и претендовал на ряд наград, присуждаемых по итогам года. «Безопасность», в частности, принесла Тодду Хейнсу приз American Independent Award на Международном кинофестивале в Сиэтле (1995), специальное упоминание жюри ФИПРЕССИ на Роттердамском кинофестивале (1996) и номинации на премию «Независимый дух» в режиссёрской и сценарной категориях. Лента также выдвигалась на «Независимых дух» в категориях «Лучший фильм» и «Лучшая актриса» (Джулианна Мур), а Хейнс стал финалистом номинации «Лучший режиссёр» по версии Национального общества кинокритиков США. В 1999 году на основании голосования критиков, организованного газетой The Village Voice, «Безопасность» была объявлена лучшей лентой 1990-х.